# Persona gramatical
La persona gramatical es un rasgo gramatical que expresa una relación de las personas o cosas referenciadas en un acto de habla con ese acto. Típicamente se distingue la primera persona, que es el emisor del acto de habla, la segunda persona, que es el receptor (quien escucha), y la tercera persona, que es cualquiera que no sea ni emisor ni receptor del acto (de quien se habla). La persona gramatical se puede reflejar en diversas clases gramaticales; por ejemplo en español afecta al verbo, a los pronombres personales, a los posesivos, y en cierta medida a los demostrativos.
Este rasgo regula la forma deíctica concreta necesaria para desambiguar qué papel ocupan el hablante, el oyente u otro interviniente respecto a la predicación. Desde un punto de vista formal la persona gramatical puede ser tratada con un rasgo gramatical.

## Sistemas pronominales
Las categorías gramaticales que distinguen persona, como el pronombre personal y posesivo y en algunas lenguas el verbo tienen generalmente un mínimo de tres formas diferenciadas, que la gramática tradicional asocia a tres personas o valores del rasgo de persona gramatical, que se llaman generalmente primera, segunda y tercera persona (en algunas lenguas puede argumentarse de hecho la existencia de un valor adicional). Sin embargo, el número de formas pronominales y marcas relacionadas con la persona puede ser mayor si además en el pronombre se distingue formas según el número gramatical y el género gramatical. 
La mayor parte de las lenguas del mundo tienen un sistema pronominal que se ajusta a las siguientes formas distintivas:
|                        | singular | singular | no-singular (dual, plural) | no-singular (dual, plural) | Nombre tradicional  | Nombre tradicional  |
| ---------------------- | -------- | -------- | -------------------------- | -------------------------- | ------------------- | ------------------- |
| [+ hablante][- oyente] | yo       | yo       | nosotros (exclusivo)       | nosotros (exclusivo)       | primera             | primera             |
| [+ hablante][+ oyente] |          |          | nosotros (inclusivo)       | nosotros (inclusivo)       | (primera inclusiva) | (primera inclusiva) |
| [- hablante][+ oyente] | tú/vos   | tú/vos   | vosotros/ustedes           | vosotros/ustedes           | segunda             | segunda             |
| [- hablante][- oyente] | él, ella | él, ella | ellos, ellas               | ellos, ellas               | tercera persona     | tercera persona     |

En la tabla [+ hablante] indica que se trata de una forma cuya referencia incluye al hablante que enuncia la predicación, [+ oyente] indica que la forma hace referencia al que oye. A veces "tercera" persona se llama no persona porque tiene rasgos diferentes e incluso esta es la persona usada en las formas impersonales (lo que justifica el nombre de no-persona). 
Típicamente el singular de la mayoría de lenguas distingue tres formas (aunque el aimara tiene una forma "singular" que incluye solo a hablante y oyente y otra de plural que incluye a los dos y a algún tercero). En el plural muchas lenguas distinguen una forma adicional para distinguir de las cuando las referencias que se refieren al hablante incluyen o exluyen también al oyente. Las forma inclusiva también llamada "nosotros inclusivo" es 'yo + tú + (otro)' mientras que la forma exclusiva o "nosotros exclusivo" es 'yo + otro(s), pero no tú'. En las lenguas indoeuropeas generalmente no se marca la distinción entre las formas inclusivas y exclusivas (y ese es el motivo por el cual la gramática tradicional, suele reconocer solo tres personas o formas de referencia). Sin embargo la existencia de cuatro formas en el plural es frecuente en las lenguas dravídicas, algunas variedades de chino, alguna lengua africana como el fulani, las lenguas austronesias y buen número de lenguas amerindias.

## Persona gramatical en lenguas del mundo
Todas las lenguas del mundo registran al menos tres personas, sin embargo, en muchas lenguas no existen distinciones de género o número por lo que no se diferencia entre formas de singular y de plural, por ejemplo.

### Persona gramatical en español
En español hay tres personas, que tienen formas específicas para el singular y para el plural:
- Singular
  - Primera persona: Yo (del latín egō).
  - Segunda persona: Tú (tuteo) (del latín tū), usted (ustedeo) (de vuestra merced, forma respetuosa en casi toda Latinoamérica hoy) y vos (voseo) (forma informal usada en algunos países hispanoamericanos).
  - Tercera persona: Él, ella y ello (del latín ille, illa, illud).

- Plural
  - Primera persona: Nosotros (del latín nos, plural de ego y el español otros) y nos.
  - Segunda persona: Vosotros (del latín vos, plural de tu, y el español otros) y ustedes (ustedeo) (modo formal en general y forma común en las Islas Canarias y en casi toda Hispanoamérica).
  - Tercera persona: Ellos y ellas (plural de él y ella).

### Otras lenguas
Otra peculiaridad es la que presentan algunas lenguas como las lenguas algonquinas o algunas lenguas de señas emparentadas con LSF, donde existe la 4.ª persona o, más propiamente llamada, 3.ª persona obviativa. En esas lenguas, cuando intervienen varios referentes para los que en español se usaría la 3.ª persona, se les dan marcas diferentes para desambiguar ciertas frases. Por ejemplo, en español la siguiente oración es ambigua:
Juan vio a María cuando salía de casa
Por ello, admite al menos dos interpretaciones:
(a) Juan vio a María cuando él salía de casa
(b) Juan vio a María cuando ella salía de casa
En las lenguas con 4.ª y 5.ª persona es posible darle una marca especial a la forma conjugada de salir según si quien 'salía de casa' era el sujeto o el objeto de la oración principal. 